# Nuestra Señora de la Esperanza y del Consuelo
Nuestra Señora de la Esperanza y del Consuelo es una Advocación mariana, titular de la Real Hermandad de Cristo Resucitado y Santa María de la Esperanza y del Consuelo y venerada en el Colegio San Agustín de Zaragoza. Esta Advocación representa a María en dos facetas, Esperanza y Consuelo. Nuestra Señora de la Esperanza y del Consuelo forman parte de las Letanías Lauretanas.

## Historia
En el Concilio Vaticano II se declara a la madre de Jesús de Nazaret como "Bienaventurada Virgen Maria". De esta forma se da paso a nuevas Advocaciones por parte del papa Pablo VI, entre ellas se encontraban Nuestra Señora de la Esperanza y Virgen de Consolación, en 1976 la Hermandad del Cristo Resucitado en la ciudad de Zaragoza decide contar con la imagen en las dos facetas.
La advocación de la Esperanza se vincula con la Pasión de Cristo, al mostrarnos a la Virgen con una mirada de serenidad, que espera la Resurrección de Jesús de Nazaret. la tradicional Virgen Dolorosa de Semana Santa,
está completamente tallada, incluyendo sus vestiduras: túnica y manto de color verde, tono que simboliza la Esperanza. Es una preciosa escultura sencilla, y sobre todo, con una expresión muy cercana, con la vestimenta de una simple palestina de la época.
Fue encargada al artista Jorge Albareda Agüeras y estrenada en la madrugada del Viernes Santo de 1981. El artista buscó representar a la Virgen de una forma no tradicional y ofrecer la imagen de una sencilla mujer del siglo I. Para ello, se documentó sobre la vestimenta propia de la época y realizó una imagen en la que la Virgen se muestra caminando con los brazos extendidos, caminando al encuentro con Cristo Resucitado y con una expresión de serenidad y Esperanza.
Fue realizada en abedul de Finlandia y en tamaño algo superior al natural. Posteriormente, en 1995, se realizó una nueva policromía de la imagen, que había quedado muy mermada por el tiempo, y también se retallaron las manos y la cara dejándole un aspecto más suave y unos rasgos de mayor dulzura.
La Virgen recibe culto y está depositada durante el año en la Capilla Rotonda en el claustro del Colegio San Agustín de Zaragoza, junto al Cristo Resucitado.

## Procesiones

### Jueves Santo
La noche de Jueves Santo la Hermandad de Cristo Resucitado realiza la procesión de Nuestra Señora de la Esperanza, desde el Colegio de los P.P. Agustinos la Iglesia de San Cayetano. La peana del Cristo del Amor procesiona acompañando a Nuestra Señora de la Esperanza y del Consuelo el Jueves Santo. Durante la procesión, hay tres predicaciones, a la salida, en la Basílica de Santa Engracia y al final, en San Cayetano.
Recorrido: (19:30 h.) Colegio de San Agustín, Avenida de las Torres, Pedro María Ric, San Vicente Mártir, Madre Vedruna, Plaza de San Sebastián, San Ignacio de Loyola, cruzar Paseo de la Constitución, D. Hernando de Aragón, Plaza de Santa Engracia (predicación), Costa, Isaac Peral, Josefa Amar y Borbón, Coso, Alfonso I, Manifestación, Plaza del Justicia, finalizando en la Iglesia de Santa Isabel de Portugal (22:30 h.)

### Domingo de Resurrección
El Cristo Resucitado y Nuestra Señora de la Esperanza, titulares de la Hermandad, son los protagonistas del Encuentro que se celebra en la Plaza del Pilar mientras repican las campanas de la Basílica, junto a los tambores y bombos y sobre todo jotas y rondaderas aragonesas interpretadas por la rondalla Carisma aragonés.
Recorrido: (11:00 h.) Plaza del Justicia, Manifestación, Alfonso I, Plaza del Pilar (Encuentro Glorioso 12:00 h.), Plaza del Pilar (lado Ayuntamiento), Don Jaime I, Coso, Santa Catalina, Arquitecto Magdalena, Plaza de los Sitios, Escar, Paseo de la Constitución, San Ignacio de Loyola, Pedro María Ric, Avenida de las Torres, finalizando en el Colegio San Agustín (15:00 h.)

## Festividad
El 18 de diciembre, festividad de Nuestra Señora de la Esperanza se realiza una pequeña procesión en el colegio de San Agustín, además de una multitudinaria celebración en la parroquia de Santa Rita. Unos dos días antes la Virgen es trasladada por los pasillos del colegio desde la Capilla Rotonda a la Parroquia de Santa Rita, donde los devotos pueden visitarla esos días en la Parroquia. El día de la festividad La Virgen lleva colgado un escapulario con una imagen suya para que los devotos puedan pasar a besarla, y se reparten cada año estampitas con la imagen de la Virgen. Aparte de esta celebración, la Hermandad de Cristo Resucitado, además de organizar junto a la parroquia la multitudinaria celebración, organiza también un aperitivo en una de las numerosas salas del Colegio y una comida en el hogar de la Parroquia. Además de estos actos, la Virgen del Pilar lleva en este día el manto de la Real Hermandad de Cristo Resucitado y Santa María de la Esperanza y del Consuelo.